# Šibenik-Knin
Šibenik-Knin (en croat Šibensko-kninska županija) és un županija de Croàcia, al nord de la Dalmàcia central. La seva capital és Šibenik; altres ciutats importants són Knin, Drniš i Skradin. El comtat té una extensió de 1860 km² i uns 110.000 habitants. També inclou 242 illes i parcs nacionals, com el de Krka i Kornati.

## Divisió administrativa
El comtat de Šibenik-Knin es divideix en:
- Ciutat de Šibenik
- Ciutat de Knin
- Ciutat de Vodice
- Ciutat de Drniš
- Municipi de Ružić
- Municipi de Unešić
- Municipi de Biskupija
- Municipi de Civljane
- Municipi de Ervenik
- Municipi de Kijevo
- Municipi de Kistanje
- Municipi de Murter
- Municipi de Pirovac
- Municipi de Primošten
- Municipi de Promina
- Municipi de Rogoznica
- Municipi de Tisno

## Govern del comtat
- Župan (prefecte): Duje Stančić (HDZ)
- Diputat župan: Goran Pauk (HDZ)
- Diputat župan: Ante Tanfara (HSP)

L'assemblea del comtat està composta per 41 representants, presidida per Josip Odak (HDZ) i composta de la següent manera: 
- Unió Democràtica Croata (HDZ) 18
- SDP-HSS-HNS: 9
  - Partit Socialdemòcrata de Croàcia (SDP)
  - Partit Agrari Croat (HSS)
  - Partit del Poble de Croàcia (HNS)
- Partit Independent Democràtic Serbi (SDSS) 6
- Partit Croat dels Drets (HSP) 6
- DC-HSLS: 2
  - Centre Democràtic (DC)
  - Partit Social Liberal Croat (HSLS)
- Partit Croat dels Pensionistes (HSU) 2

Basat en les eleccions del 2005.